# Лицет (лунный кратер)
Кратер Лицет (лат. Licetus) — большой древний ударный кратер в южной материковой части видимой стороны Луны. Название присвоено в честь итальянского врача, астронома и философа Фортунио Лицети (1577—1657) и утверждено Международным астрономическим союзом в 1935 г. Образование кратера относится к донектарскому периоду.

## Описание кратера
Ближайшими соседями кратера являются кратер Проктор на западе; кратеры Соссюр, Хеггинс и Насирэддин на северо-западе; кратеры Штефлер и Фарадей на севере; кратеры Мавролик и Бароцци на северо-востоке; кратер Клеро на востоке; кратер Кювье на юго-востоке; кратер Гераклит на юге (Лицет перекрывает его северную часть) и кратер Маджини на западе-юго-западе. Селенографические координаты центра кратера 47°11′ ю. ш. 6°32′ в. д. / 47,19° ю. ш. 6,54° в. д., диаметр 75,4 км, глубина 3,53 км.
Кратер Лицет имеет циркулярную форму и значительно разрушен за длительное время своего существования. Вал сглажен, в южной части перекрыт группой небольших кратеров, значительно разрушен в северной части. В восточной части внутреннего склона просматриваются следы террасовидной структуры. Высота вала над окружающей местностью достигает 1310 м, объем кратера составляет около 4900 км³. Дно чаши ровное в северной и пересеченное в южной части. В западной и восточной части чаши находятся приметные одиночные кратеры. Имеется центральный хребет несколько смещенный к востоку от центра чаши.

## Сателлитные кратеры
| Лицет | Координаты                                          | Диаметр, км |
| ----- | --------------------------------------------------- | ----------- |
| A     | 47°51′ ю. ш. 3°12′ в. д. / 47,85° ю. ш. 3,2° в. д.  | 8,1         |
| B     | 46°30′ ю. ш. 4°50′ в. д. / 46,5° ю. ш. 4,83° в. д.  | 11,8        |
| C     | 47°34′ ю. ш. 5°32′ в. д. / 47,56° ю. ш. 5,53° в. д. | 10,3        |
| D     | 47°59′ ю. ш. 4°24′ в. д. / 47,99° ю. ш. 4,4° в. д.  | 5,2         |
| E     | 44°37′ ю. ш. 1°50′ в. д. / 44,62° ю. ш. 1,84° в. д. | 18,8        |
| F     | 46°04′ ю. ш. 0°56′ в. д. / 46,07° ю. ш. 0,94° в. д. | 28,9        |
| G     | 43°51′ ю. ш. 1°52′ в. д. / 43,85° ю. ш. 1,87° в. д. | 10,4        |
| H     | 45°59′ ю. ш. 3°07′ в. д. / 45,98° ю. ш. 3,11° в. д. | 10,3        |
| J     | 44°16′ ю. ш. 3°07′ в. д. / 44,27° ю. ш. 3,11° в. д. | 10,4        |
| K     | 45°35′ ю. ш. 0°01′ з. д. / 45,59° ю. ш. 0,01° з. д. | 5,6         |
| L     | 47°18′ ю. ш. 1°03′ в. д. / 47,3° ю. ш. 1,05° в. д.  | 4,2         |
| M     | 46°50′ ю. ш. 1°51′ в. д. / 46,84° ю. ш. 1,85° в. д. | 8,7         |
| N     | 45°34′ ю. ш. 2°13′ в. д. / 45,57° ю. ш. 2,21° в. д. | 7,9         |
| P     | 47°42′ ю. ш. 2°16′ в. д. / 47,7° ю. ш. 2,27° в. д.  | 20,2        |
| Q     | 47°15′ ю. ш. 9°41′ в. д. / 47,25° ю. ш. 9,68° в. д. | 8,3         |
| R     | 45°17′ ю. ш. 3°50′ в. д. / 45,29° ю. ш. 3,84° в. д. | 6,4         |
| S     | 45°17′ ю. ш. 8°10′ в. д. / 45,28° ю. ш. 8,17° в. д. | 10,4        |
| T     | 45°53′ ю. ш. 6°37′ в. д. / 45,89° ю. ш. 6,61° в. д. | 7,3         |
| U     | 47°02′ ю. ш. 7°26′ в. д. / 47,03° ю. ш. 7,44° в. д. | 6,6         |
| W     | 45°59′ ю. ш. 8°30′ в. д. / 45,99° ю. ш. 8,5° в. д.  | 7,2         |

- Образование сателлитного кратера Лицет F относится к нектарскому периоду[1].